# Ларичева, Ирина Николаевна
Ирина Николаевна Ларичева (род. 22 июля 1963, Новосибирск) — советская пловчиха, восьмикратная чемпионка СССР, призёрка чемпионата Европы (1983) и соревнований «Дружба-84» (1984). Мастер спорта СССР международного класса.

## Биография
Родилась 22 июля 1963 года в Новосибирске. Начинала заниматься плаванием в ВФСО «Динамо» у Игоря Рублёва. В дальнейшем продолжила тренироваться под руководством Надежды Кузьминой, вслед за которой переехала в город Гродно. 
Специализировалась в плавании вольным стилем. Наиболее значимых результатов добивалась в первой половине 1980-х годов, когда 8 раз становилась чемпионкой СССР на дистанциях 200 (1981), 400 (1981—1984) и 800 (1981, 1983, 1984) метров. В тот же период времени входила в состав сборной страны. В 1983 году на чемпионате Европы в Риме выиграла бронзовую медаль на дистанции 400 метров. В 1984 году готовилась выступить на Олимпийских играх в Лос-Анджелесе, но политическое руководство СССР приняло решение об их бойкоте советскими спортсменами. На соревнованиях «Дружба-84» завоевала серебряную и бронзовую награды на дистанциях 400 и 800 метров соответственно.
В 1984 году завершила свою спортивную карьеру. Работала преподавателем физкультуры в общеобразовательной школе. В 2008 году основала и возглавила школу плавания, которая носит её имя. Является одним из организаторов и активной участницей ветеранских соревнований плавательного движения «Мастерс».